# François Deguelt

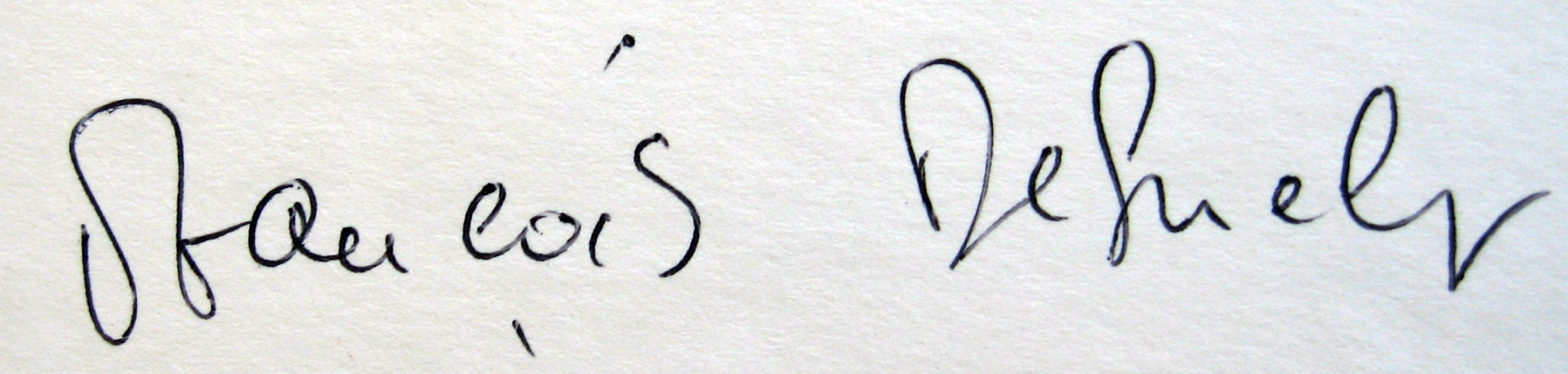
Signature de François Deguelt

François Deguelt, né Louis Lucien Gabriel Deghelt le 4 décembre 1932 à Tarbes (Hautes-Pyrénées) et mort le 22 janvier 2014 à Vidauban (Var), est un auteur-compositeur-interprète français.

## Biographie

### Jeunesse
François Deguelt est élevé par sa grand-mère à Barbezieux, en Charente, où il passe toute sa jeunesse. Il étudie ensuite  au lycée Claude-Bernard, situé dans le 16e arrondissement de Paris avec, notamment Sacha Distel.

### Début de carrière
En 1949, il prépare une licence en philosophie à la Sorbonne qu'il abandonne en 1951 pour chanter dans un cabaret montmartrois, Le Tire-Bouchon. Il écrit ses premières chansons, Coquette  et Vie quotidienne, en 1952.
En 1953, il débute à la radio dans l'émission de Francis Claude, puis il part en tournée avec Jean Nohain pour l'émission Reine d'un jour.
Entre 1955 et 1958, il impose Jacques Brel dans les cabarets parisiens et de Montmartre et produit son premier album, Jacques Brel et ses chansons. 

### Reconnaissance
En 1956, il remporte le prix de l'académie Charles-Cros.
Il effectue son service militaire en 1958 (en partie près d'Arpajon, où il a Roger Dumas comme camarade de chambrée), avant de partir pour la guerre d'Algérie.
En 1959, il gagne le prix du Coq d'Or de la chanson française avec Je te tendrai les bras.
Dès 1960, il passe en vedette sur des scènes comme Bobino, l'Olympia et l'A.B.C.
Par deux fois, il participe au concours Eurovision de la chanson pour la principauté de Monaco. En 1960, il se classe troisième en interprétant Ce soir-là (la gagnante est Jacqueline Boyer avec Tom Pillibi pour la France). Deux ans plus tard, il se représente en chantant Dis rien et termine en deuxième position derrière Isabelle Aubret et sa chanson Un premier amour. 
En 1962, il obtient un rôle dans le film L'assassin viendra ce soir de Jean Maley. Il y aura peu d'autres expériences cinématographiques et Deguelt reprendra le chemin des studios d’enregistrement, des émissions de télévision qu'il produit (comme Les gens heureux ont une histoire) et des scènes de music-hall.
En 1965, il connaît son plus grand succès avec Le ciel, le soleil et la mer (plus de cent mille exemplaires vendus).
Il invite en 1966 Michel Sardou pour son premier passage sur scène, en première partie, à Bobino. La même année, il commente le Grand Prix Eurovision de la chanson européenne 1966 pour l'ORTF.
Il connaît son dernier succès en 1968 avec Le bal de la marine. 

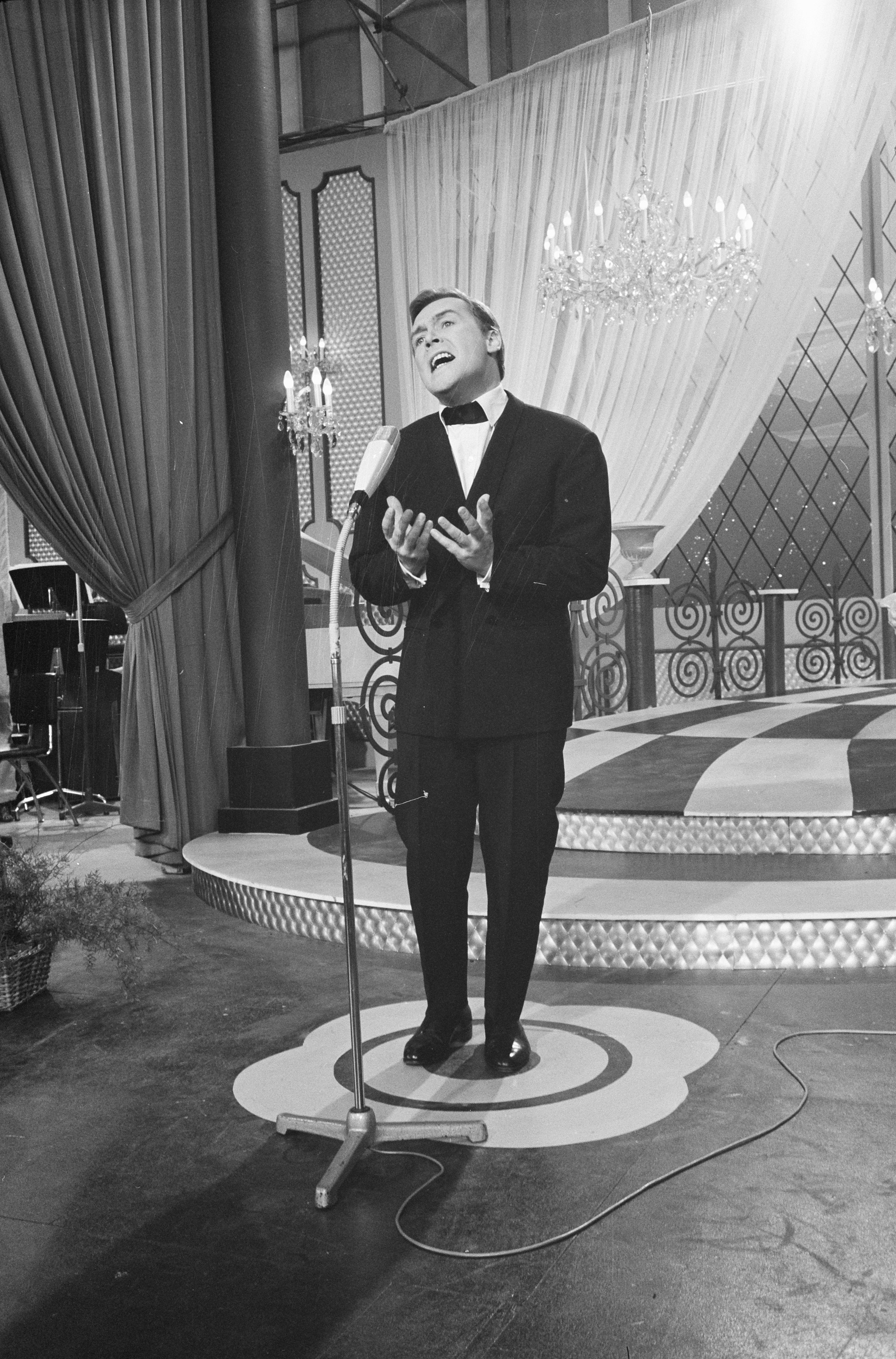
François Deguelt au concours Eurovision de la chanson 1962.

Après Paris, il habite dans les années 1960 la campagne à Saint-Benoît, dans la commune d'Auffargis, près de Rambouillet, avec son épouse, l'actrice Dora Doll, avec laquelle il sera marié de 1965 à 1971.
Plusieurs de ses chansons sont inspirées par un voyage dans l’océan Indien où il séjourna à La Réunion, l'île Rodrigues, Madagascar et l’île Maurice et dans les îles Caraïbes qu'il évoque dans certaines.
Dans les années 1970, il vit sur une péniche amarrée près du pont de Saint-Cloud et compose de nombreuses chansons. L'été, il navigue sur son voilier de neuf tonnes, Nectos III. Il se produit ensuite au cabaret Chez ma cousine dont il fera l'acquisition auprès de Pierre Guérin en 1974. 
Dans les années 1990, avec l’avènement du disque compact, quelques compilations paraissent.
Il participe à la première tournée Âge tendre et tête de bois en 2006 en maître de cérémonie et continue d'assurer, guitare en bandoulière, quelques concerts.
Il écrit et joue un spectacle, J'ai la mémoire qui chante, lors du Printemps des Poètes à la Sorbonne en 2006 avec Matthias Vincenot.[réf. nécessaire]

### Fin de carrière et décès
De 1993 à 2014, il livre ses œuvres les plus intimistes — dont certaines sont inédites —, dévoilant un univers de plus en plus poétique.
Après avoir vécu sur un voilier amarré pendant des années à Sainte-Maxime, il meurt le 22 janvier 2014 dans sa maison du Var à l'âge de 81 ans auprès de sa dernière épouse, avec laquelle il partageait sa vie depuis plus de vingt-deux années. Nicole Rieu et Michel Orso assistent à ses funérailles à l'église Saint-Mathias de Barbezieux (Charente). Il est inhumé au cimetière de Barbezieux.
Le Square du Conservatoire de Musique de Barbezieux a été baptisé au nom de François Deguelt le 25 mai 2019.

## Discographie

### Disques[10],[11]

#### Maxis
- 1955 : Dimanche matin  (Columbia)[12]
- 1956 : Le printemps c'est déjà l'été (Columbia)[13]
- 1956 : Les Âmes fières (Columbia)[14]
- 1957 : Saltimbanque du charme (Columbia)[15]
- 1957 : Loin de vous (Only You) (Columbia)[16]
- 1958 : Je te pardonne (Columbia)[17]
- 1958 : Les Amoureux (Twilight Time) (Columbia)[18]
- 1958 : Ma prière (Columbia)[19]
- 1958 : On est bien comme ça (Columbia)[20]
- 1959 : Fumée aux yeux (Smoke Gets in Your Eyes) (Columbia)[21]
- 1959 : Je te tendrai les bras (Columbia)[22]
- 1960 : C'est Noël à Paris (Columbia)[23]
- 1960 : Comme au premier jour (Columbia)[24]

#### Albums
- 1955 : François Deguelt (Columbia)[25]
- 1959 : Par ce cri (Columbia)[26]
- 1966 : Le ciel, le soleil et la mer [27]
- 1968 : La rencontre[28]
- 1969 : François Deguelt[29]

## Récompenses
- 1956 : prix de l'académie Charles-Cros
- 1959 : prix du concours du Coq d'or de la chanson française

## Filmographie

### Télévision
(liste non exhaustive)
- 1956-1958 : Trente-six Chansons (5 épisodes[30]) : lui-même
- 1956-1957 : Trente-six Chandelles : (4 épisodes) : lui-même
- 1967 : Malin comme un singe, dans la série Les Créatures du bon Dieu : Bernard Bovel

### Cinéma
- 1964 : L'assassin viendra ce soir : Inspecteur Garnier

On aperçoit une affiche de François Deguelt dans le film Mélodie en sous-sol (1962), avec Jean Gabin et Alain Delon.

## Odonymie
- 25 mai 2019 : Le square bordant le conservatoire de Barbezieux reçoit le nom de "Square François-Deguelt"[31].